# Сібайське родовище
Сібайське родовище (рос. Сибайское месторождение) — родовище, розташовано на південному сході Республіки Башкортостан в 521 кілометрі від м. Уфи. Межує з Баймацьким, Абзеліловським і Хайбуллінським районами Республіки Башкортостан і з Челябінською областю.

## Сучасний стан
Зараз до Сібайського родовища відносять нижні поклади руд. У 2004—2005 роках запаси руді в родовищі в категорії А + У + С1 оцінювалися у розмірі 18 087 тисяч тонн. Башкирський мідно-сірчаний комбінат розробляє це родовище корисних копалини і веде здобич руди відкритим і підземним способами.
На 1 січня 2006 року залишкові запаси мідних і мідно-цинкових руд в категорії В + С1 становлять 16 561 тисяч тонн. Ці запаси знаходяться за контурами існуючого кар'єру. Руда, що залишилася, має низький зміст міді — 1,11 % і цинку — 1,49 %, це не дозволяє вести рентабельну здобич руді відкритим способом.